# Pseudosquillisma oculata
Pseudosquillisma oculata är en kräftdjursart som först beskrevs av Gaspard Auguste Brullé 1837.  Pseudosquillisma oculata ingår i släktet Pseudosquillisma och familjen Pseudosquillidae. Inga underarter finns listade i Catalogue of Life.